# Дракункулюс обыкновенный
Дракункулюс обыкновенный (лат. Dracunculus vulgaris) — многолетнее травянистое растение, вид рода Дракункулюс (Dracunculus) семейства Ароидные (Araceae).

## Распространение
Распространён в Южной Европе — в Болгарии, Греции (в том числе на Крите), Албании, бывшей Югославии, Италии (в том числе на Сицилии и Сардинии), Франции (на Корсике). Встречается также в Турции и, возможно, в северном Алжире.
Растёт в маквисах, гарригах, оливковых рощах на высоте до 450 м над уровнем моря.

## Ботаническое описание

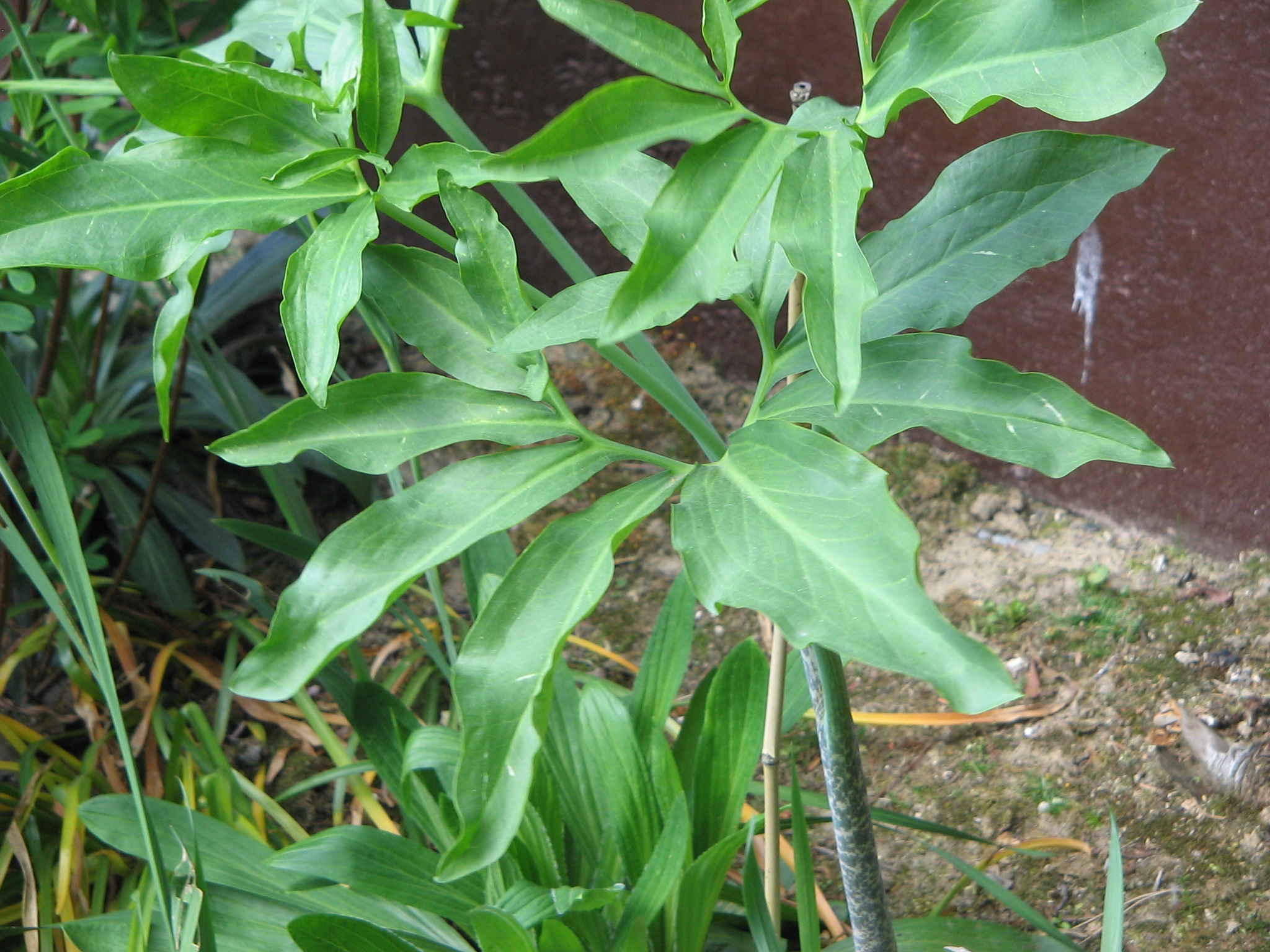
Листья

Травянистое растение от умеренного до очень мощного, до 2 м высотой, формирующее подушки.
Клубни 5—12 см длиной, 3—6 см шириной, единичные; иногда образуются дополнительные клубни из пазушных почек.
Ложный стебель 35—150 см длиной, 3—9 см в диаметре, от бледно-зелёного до серо-зелёного, с многочисленными зубчатыми фиолетовыми, почти чёрными пятнами.
Листья 10—21 см шириной, 18—45 см длиной, ярко-зелёные, иногда с заметными белыми полосками.

### Соцветие и цветки
Соцветие 25—135 см длиной, при раскрытии с запахом экскрементов и падали. Цветоножка вырастает из псевдостебля, видимая часть 5—18 см длиной, 2—5 см в диаметре, зелёная.
Трубка покрывала 8—15 см длиной, 3—7 см шириной, от продолговато-цилиндрической до эллипсоидной, снаружи зелёная, немного сизая, изредка светло-зеленовато-белая или грязно-жёлтая, внутри фиолетовая, иногда от белой до кремовой перед открытием. Свободная часть покрывала 17—110 см длиной, 8—34 см шириной, от овально-ланцетовидной до продолговато-треугольной, заострённая, снаружи от зелёной до тёмно-зелёной, края и внешние части обычно пятнисто-фиолетовые, реже светло-зеленовато-белые или грязно-жёлтые. Внутри бархатисто-фиолетовая, изредка зеленовато-белая или грязно-желтоватая, очень редко с заметным белой, лиловой или фиолетовой мраморной окраской.
Початок в целом 24—134 см длиной; придаток початка 20—128 см длиной, 1,5—7 см шириной, на ножке, от коротко-цилиндрического до веретенообразного, большие придатки обычно сглаженные по краям, глянцево-фиолетовые, изредка лиловые, ножка фиолетовая, изредка белая.
Пестичные цветки расположены в продолговато-веретенообразной зоне 2—4 см длиной, 1,5—3 см шириной; завязь продолговатая, 2—3,5 мм длиной, 1,5—2 мм шириной, от кремовой до жёлто-зелёной; область столбика фиолетовая; рыльце 0,5—0,75 мм длиной, 0,3—0,5 мм шириной, полуголовчатое, покрытое папиллярами, кремовое.
Тычиночная часть початка расположена в от цилиндрической до продолговато-веретенообразной зоне 2—5 см длиной, 1,5—3 см шириной; пыльники 1,5—2 мм длиной, 2—2,5 мм шириной, тёмно-жёлтые; связники пятнисто-фиолетовые, верхушечные.

### Плоды
Соплодие 4—12 см длиной, 3—5 см шириной, состоит из 60—80 ягод, иногда частично или полностью заключено в кожух из сухих остатков трубки покрывала. Ягоды яйцевидные, 3—5 мм длиной, 4—7 мм шириной, зрелые оранжево-красные. Семена сжато-шаровидные, 3—4 мм в диаметре, светло-коричневые.
Число хромосом: 2n=28.
|                                           |  |  |
| Слева направо: соцветие, цветки, соплодие |  |  |

## Использование
См. раздел «Использование» статьи Дракункулюс.

## Культивирование
См. раздел «Культивирование» статьи Дракункулюс.